# Flodhästar
Flodhästar (Hippopotamidae) är en familj i ordningen partåiga hovdjur.
Idag finns bara två arter i var sitt släkte kvar. Bägge arterna lever i Afrika söder om Sahara. Familjen uppkom för cirka 20 miljon år sen. Under pleistocen fanns flodhästar i Europa, Asien och Afrika.

## Kännetecken
Flodhästar har en tung kropp som liknar en tunna och som hålls uppe av fyra korta och starka extremiteter. Vid varje fot finns fyra tår som är täckta med en hovliknande nagel. Hos bägge arter finns simhud mellan tårna men hos dvärgflodhäst är huden inte särskild välutvecklad. Huden har vanligen en mörkbrun till svart färg och saknar hår, med undantag av några borst i ansiktet och på svansen. För att undvika uttorkning när den står på land har flodhästar körtlar som avsöndrar en rödaktig oljeliknande vätska. Vätskan skyddar mot solens strålning och har dessutom, i alla fall hos arten flodhäst, antibiotiska egenskaper. På grund av denna röda vätska antogs tidigare felaktigt att flodhästar svettas tills blod kommer ut. Arten flodhäst är med en kroppslängd upp till 5 meter och en vikt upp till 4 500 kilogram betydligt större än dvärgflodhästen som bara blir 1,75 meter lång och cirka 270 kilogram tung.
Det stora huvudet sitter på en kort hals. Ögonen, öronen och näsan sitter högt uppe på huvudet. På så sätt räcker det att bara lyfta huvudet lite över vattenytan för att andas. Som en anpassning till livet i vatten kan flodhästar sluta sina yttre öron och näsöppningen.
Djurens fram- och hörntänder är utvecklade till betar och växer hela livet. Framtänderna har ett runt tvärsnitt och sitter långt från varandra. Hos dvärgflodhäst finns ofta bara de nedre framtänderna. De nedersta hörntänderna är de största. I varje käkhalva finns fyra premolarer och tre molarer. Sammanräknat har flodhästar 38 till 42 tänder enligt följande tandformel.
Liksom idisslare har flodhästar en mage med flera kamrar, som har uppkommit genom konvergent evolution. Ämnesomsättningen sker även med hjälp av mikroorganismer, men flodhästar idisslar inte.

## Utbredning och habitat
Idag finns flodhästar bara i Afrika söder om Sahara. Dvärgflodhäst förekommer bara i västra Afrika och arten flodhäst dessutom i de östra och södra delarna av kontinenten. På grund av människans inverkan minskade arternas levnadsområde och dessutom blev området uppdelat i delar skilda från varandra. Under 1800-talet fanns flodhästar även vid Nilens nedre lopp och även på Madagaskar. Under pleistocen levde flodhästar även i Europa och Asien. Några små arter fanns fram till holocen på olika öar i Medelhavet.
Bägge arterna behöver vatten i levnadsområdet, till exempel floder eller insjöar, men arten flodhäst är starkare bunden till vatten än dvärgflodhästen. Dvärgflodhästen finns oftast i skogar och träskmarker medan flodhästen lever på gräsland.
I modern tid har en mycket liten population på 30 djur spridits i Colombia, Sydamerika. Djuren importerades till Colombia på 1980-talet av den ökände  knarkkungen och mångmiljardären Pablo Escobar som hade ett privat zoo.

## Levnadssätt
Flodhästar är aktiva under gryningen och natten. De vilar på dagen i vattnet eller i vattnets närhet för att leta efter föda under de mörka timmarna. De skapar stigar genom den täta undervegetationen för bättre framkomlighet. Bägge arterna är växtätare. Arten flodhäst äter främst gräs och dvärgflodhästen även löv, unga växtskott, frukter och liknande. Vid ätandet brukas inte fram- eller hörntänder utan läpparnas skarpa kant.
Hanen försöker att etablera revir som överlappar med flera honors revir så att de har möjlighet att para sig. Hos arten flodhäst finns ofta grupper av 10 till 15 individer som vanligen består av honor med deras ungdjur. Även grupper av unga hanar som inte är könsmogna förekommer. Dvärgflodhästar lever oftast ensamma och de undviker kontakt med varandra. När två hanar av arten flodhäst träffas uppstår ibland strider.

## Fortplantning
Hos arten flodhäst sammanfaller födelsen vanligen med den blöta årstiden, medan dvärgflodhäst inte har några särskilda parningstider. Dräktigheten varar i 6 till 8 månader, vilket är kort i jämförelse med arternas storlek. Vanligen föds bara ett ungdjur åt gången. Efter 6 till 8 månader slutar honan att ge di. Ungdjuren blir könsmogna först efter några år. I fångenskap når flodhästar en ålder av över 50 år. I naturen blir de inte äldre än 30 till 40 år.

## Flodhästar och människor
Bägge arterna som lever idag är hotade. Det beror huvudsakligen på jakt för köttets, hudens och (i alla fall hos arten flodhäst) för betarnas skull. Betarna förarbetas till elfenben. Dessutom minskar levnadsområdet då det omvandlas till odlingsmark. Ett annat problem är krig och andra strider mellan olika folkgrupper i flodhästarnas utbredningsområde. Det befaras att populationen minskar ytterligare. Dvärgflodhästens bestånd uppskattas med 3 000 individer och arten listas som starkt hotad (endangered). Flodhästens population ligger uppskattningsvis mellan 115 000 och 130 000 exemplar och den listas därför som sårbar (vulnerable).

## Systematik

### Yttre systematik

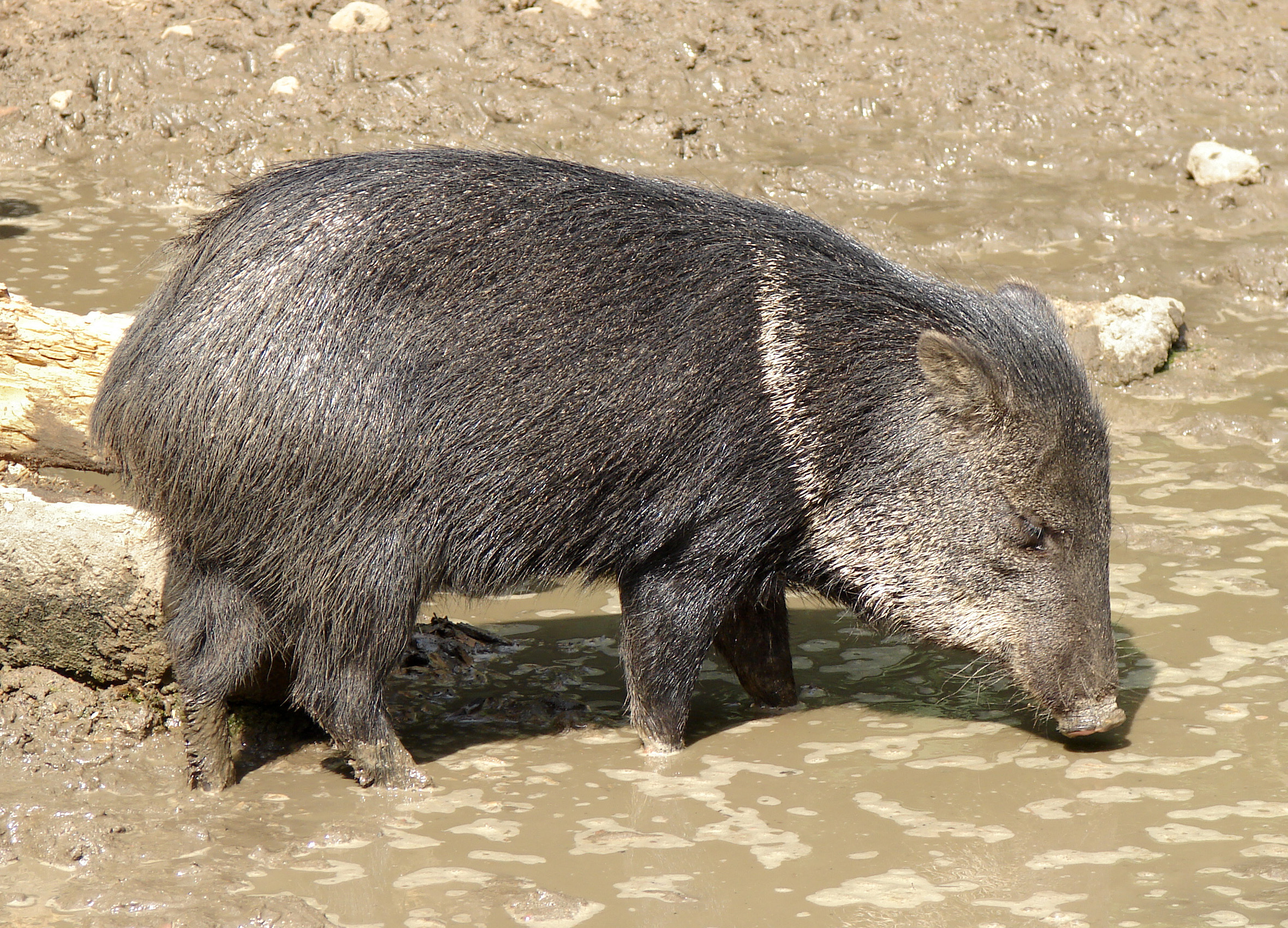
Navelsvin betraktades länge som flodhästarnas närmaste släktingar, men idag betvivlas detta.

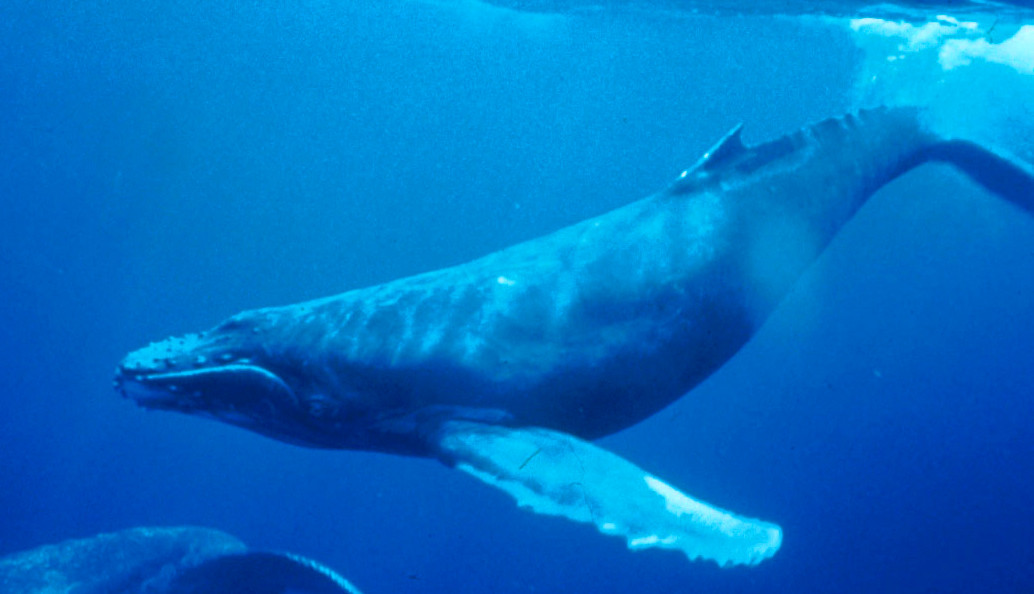
Genom molekylärbiologiska och morfologiska undersökningar framkom att flodhästar är nära släkt med valar.

Fram till slutet av 1900-talet fanns inga tvivel om att flodhästar tillhör gruppen partåiga hovdjur (Artiodactyla). På grund av kindtändernas form och magsäckens uppbyggnad räknades flodhästar tidigare tillsammans med navelsvinen och familjen svindjur till underordningen Suina. Huvudsakligen navelsvinen ansågs som nära släktingar till flodhästarna.
Sedan 1990-talet utförs molekylärbiologiska undersökningar för att granska den klassiska systematiken. Särskilda avsnitt av djurens DNA och RNA jämförs med varandra för att se om de är släkt med varandra. I samband med de nämnda forskningarna blev det känt att gruppen partåiga hovdjur är parafyletisk. Det visade sig att flodhästar är närmare släkt med valar än med andra partåiga hovdjur. Några ämnen som undersökts var djurens kasein, cytokromer och ribosom-RNA. Alla visade samma resultat. I samband med dessa forskningar föreslogs 1997 av Claudine Montgelard, Francois M. Catzeflis och Emmanuel Douzery att ett taxon som sammanfattar valar (Cetacea) och partåiga hovdjur (Artiodactyla) ska kallas Cetartiodactyla. I början av 2000-talet hittades dessutom fossil av utdöda valar som hade språngben med samma uppbyggnad som hos partåiga hovdjur, något som var ytterligare ett tecken att dessa grupper är släkt med varandra.
Sedan letades efter flera morfologiska egenskaper som är liknande hos valar och flodhästar. Överensstämmelser finns för knölarna på djurens hörntänder, för ben i mellersta foten och för skallens uppbyggnad. Oklart är om avsaknaden av pälsen samt talgkörtlar uppkom tidigt i evolutionen eller om bägge djurgrupper utvecklade dessa drag oberoende av varandra.
Ytterligare ett problem är att den äldsta kända valen uppkom under eocen (för cirka 53 miljoner år sedan) medan den äldsta kända flodhästen uppkom så sent som under miocen (för ungefär 15 miljoner år sedan). En gemensam förfader för bägge grupper måste ha levt före eocen och därför finns ett gap på 40 miljoner år i flodhästarnas fossilhistoria. För andra partåiga hovdjur finns däremot gott om fossil och därför är det ovanligt att just flodhästarna ska sakna fossil. För närvarande inriktar sig forskningen på den utdöda gruppen Anthracotheriidae som levde mellan eocen och miocen och som tillhör ordningen partåiga hovdjur. Redan vid upptäckten under 1800-talet beskrevs exemplar i Anthracotheriidae som "flodhästliknande". En studie från 2005 visade att yngre medlemmar i gruppen har stora likheter med dagens flodhästar. En vanlig hypotes är numera att valar och Anthracotheriidae utvecklades från samma stamfader och sedan utvecklades exemplar av Anthracotheriidae till flodhästar.
Flodhästarnas evolutionära träd enligt de nämnda forskningarna visas här:
```
Cetartiodactyla (partåiga hovdjur och valar)
  ├─── 
Kameldjur
 (Tylopoda)
  └─── N.N.
        ├─── 
Suina
 (svindjur och navelsvin)
        └─── Cetruminantia
                ├─── 
Idisslare
 (Ruminantia)
                └─── Cetancodonta/Whippomorpha
                        ├─── 
Valar
 (Cetacea)
                        └─── 
Flodhästar
 (Hippopotamidae)
```

### Inre systematik
Flodhästar uppkom som nämnts för 15 miljoner år sedan och är på så sätt en jämförelsevis ung grupp. Det äldsta kända exemplaret var Kenyapotamus som levde under mellersta miocen i Afrika. Under senare hälften av miocen spred sig gruppen till Eurasien. I Nya världen fanns aldrig flodhästar.
I Afrika och Mellanöstern fanns släktet Archaeopotamus och i Asien, södra Europa och norra Afrika levde släktet Hexaprotodon. Det är omstritt om dvärgflodhästen ska räknas till det sistnämnda släktet eller till släktet Choeropsis. En undersökning som gjordes 2005 av Jean-Renaud Boisserie menar att Choeropsis är det bättre alternativet.
I släktet Hippopotamus fanns tidigare flera arter och former men idag återfinns bara flodhästen (H. amphibius). I Afrika och Europa levde arten H. gorgops som hade sina ögon på ett slags stjälkar. Under pleistocen fanns jätteformen H. antiquus i Europa. Samtidigt förekom små arter på olika öar i Medelhavet som typiska exempel för dvärgväxt på öar. Dessa arter levde bland annat på Cypern (H. minutus), Kreta (H. creutzburgi), Malta (H. melitensis) och Sicilien (H. pentlandi). Även dessa tre arter som levde för några hundra år på Madagaskar, H. madagascariensis, H. lemerlei och H. laloumena, räknas vanligen till släktet Hippopotamus.